# Uromyias agilis
El cachudito ágil (en Ecuador) (Uromyias agilis), también denominado atrapamoscas ágil (en Venezuela) o cachudito rabilargo (en Colombia), es una especie de ave paseriforme de la familia Tyrannidae perteneciente al género Uromyias. Es nativo de regiones andinas del noroeste de América del Sur. 

## Distribución y hábitat
Se distribuye de forma disjunta en la cordillera de los Andes del oeste de Venezuela (Mérida, Táchira), en las cordilleras oriental y central de Colombia y en Ecuador (al sur hasta Cotopaxi por la pendiente occidental y hasta el noreste de Loja por la pendiente oriental).
Esta especie es considerada poco común en sus hábitats naturales: el sotobosque y los bordes de bosques de alta montaña, en altitudes entre 2600 y 3500 m, es más numeroso justo abajo del límite del bosque.

## Sistemática

### Descripción original
La especie U. agilis fue descrita por primera vez por el zoólogo británico Philip Lutley Sclater en 1856 bajo el nombre científico Euscarthmus agilis; su localidad tipo es: «Bogotá, Colombia».

### Etimología
El nombre genérico femenino «Uromyias» se compone de las palabras del griego «oura» que significa ‘cola’, y «muia, muias» que significa ‘mosca’; y el nombre de la especie «agilis» en latín significa ‘activo’, ‘ágil’.

### Taxonomía
Es monotípico. Las especies Uromyias agraphia y U. agilis han sido colocadas tradicionalmente en su propio género con base en características morfológicas y vocales. Los datos genéticos presentados por Roy et al. (1999) justificaron incluir Uromyias en Anairetes. Sin embargo, esta tesis fue refutada por DuBay & Witt (2012) que justificaron resucitar Uromyias, lo que fue validado por el Comité de Clasificación de Sudamérica (SACC) mediante la aprobación de la Propuesta N° 525, lo que fue seguido por las principales clasificaciones.